# Ministère des Affaires intérieures (Tadjikistan)
Pour les articles homonymes, voir Ministère de l'Intérieur et Ministère des Affaires intérieures.
Le ministère des Affaires intérieures (tadjik : Вазорáти корҳóи дохили́и, Vazorati korhoi doxilii), abrégé VKD (ВКД), est le ministère de l'Intérieur du gouvernement du  Tadjikistan. Il supervise la Garde nationale présidentielle (en) et les troupes intérieures (en). Depuis 2012, le ministre des Affaires intérieures est le colonel général Ramazon Rahimzoda (en). L'entité est responsable de la prévention de la délinquance juvénile et travaille à réduire les taux de criminalité chez les jeunes dans le pays. Une « loi policière » est adoptée le 7 avril 2004 par l'Assemblée suprême du Tadjikistan pour définir les missions du ministère des Affaires intérieures.

## Histoire
La première milice tadjike est fondée le 7 décembre 1924, lors de la création du Commissariat du peuple aux affaires intérieures de la République autonome tadjike. Une semaine plus tard, le 14 décembre, Abdoullo Iarmoukhamedov est nommé premier commissaire du peuple aux affaires intérieures. Le 5 février 1925, trente officiers du NKVD sont transférés de la capitale ouzbèke à Douchanbé, où ils seront stationnés de manière permanente au sein de la division du NKVD à Douchanbé le lendemain. À l'époque soviétique, les hommes politiques de Kulob occupaient souvent des postes élevés au ministère des Affaires intérieures de la République socialiste soviétique tadjike. Les troupes internes tadjikes sont officiellement fondées en 1993 après la création des forces armées de la république du Tadjikistan.

## Départements régionaux
Les départements du ministère des Affaires intérieures (DMIA) sont des agences régionales affiliées au VKD qui servent les objectifs du ministère dans leurs zones régionales:
- DMIA de Douchanbé
- DMIA du Khatlon
- DMIA de la Sughd
- DMIA du Haut-Badakhchan
- DMIA des régions de subordinations républicaines

## Liste des ministres

### RSS tadjike[8]
- Sergueï Tarassiouk (1934-1937)
- Nikolaï Zagvozdine (1937-1939)
- Pavel Ostapenko (1939)
- Andreï Kharchenko (1943-1950)
- Boris Serebriakov (1950-1953)
- Bobo Makhamov (1954-1972)
- Mamadaïo Navjouvanov (1989-1992)

### République du Tadjikistan
- Iaqoub Salimov (décembre 1993 – 1995)
- Khoumdine Charipov (31 octobre 1996 – 30 novembre 2006)[9]
- Mahmadnazar Salihov (1er décembre 2006 – janvier 2009)[10],[11]
- Abdouhahim Kouharov (janvier 2009 – 4 janvier 2012)
- Ramazon Rahimov (depuis le 4 janvier 2012)